# Cyrix
Cyrix war ein US-amerikanisches Unternehmen mit Hauptsitz in Richardson (Texas), das Mikroprozessoren für PCs entwickelte. Gegründet wurde Cyrix 1988 von ehemaligen Mitarbeitern von Texas Instruments.
Cyrix war eine sogenannte fabless company, besaß also keine eigenen Fertigungsstätten und ließ stattdessen im Auftrag bei Texas Instruments, SGS-Thomson bzw. ST Microelectronics und IBM, später dann bei National Semiconductor und am Schluss bei TSMC fertigen. Dieser Umstand hatte zur Folge, dass Cyrix-Prozessoren häufig auch von den Fertigungspartnern unter deren Namen verkauft wurden. Vor allem die IBM-Versionen dieser Prozessoren wurden sehr bekannt.

## Geschichte

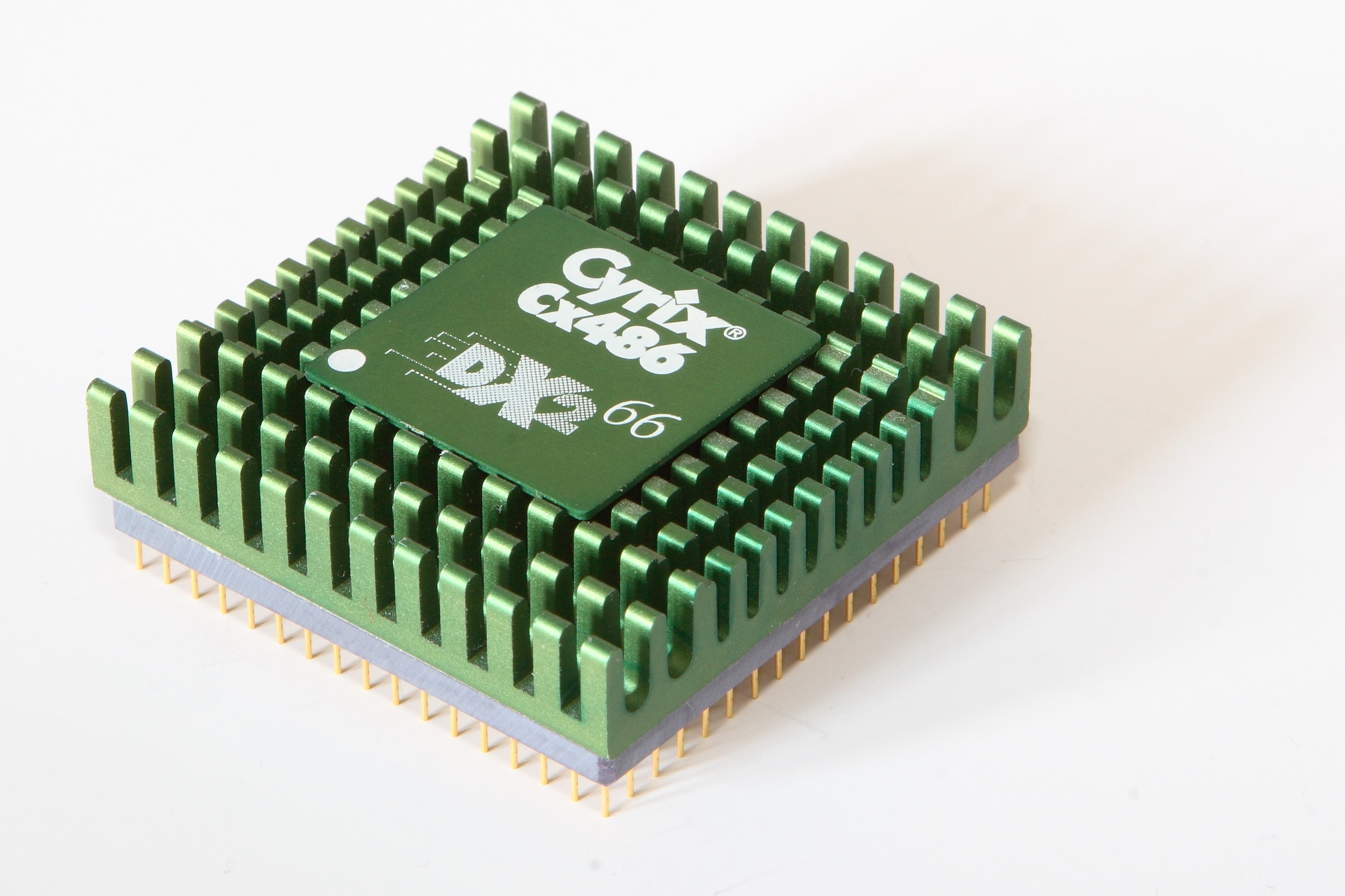
Cyrix 486 DX2 66MHz

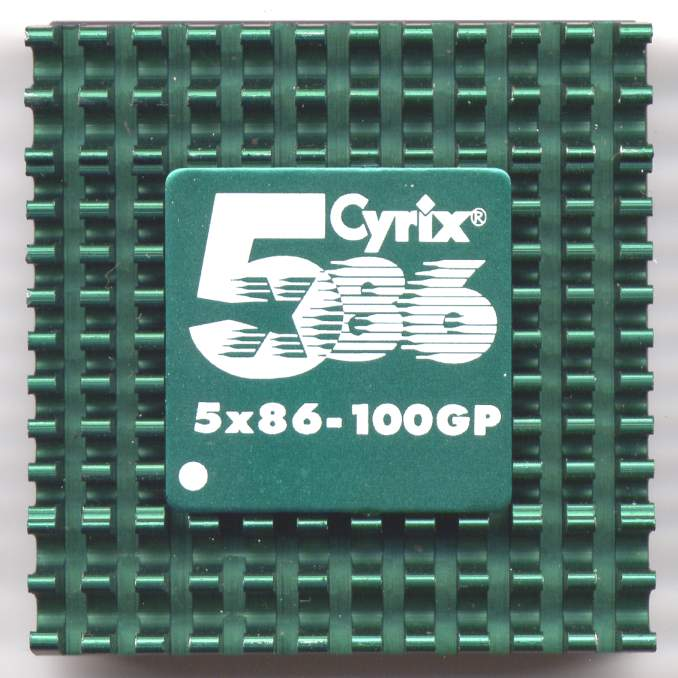
Cyrix 5x86

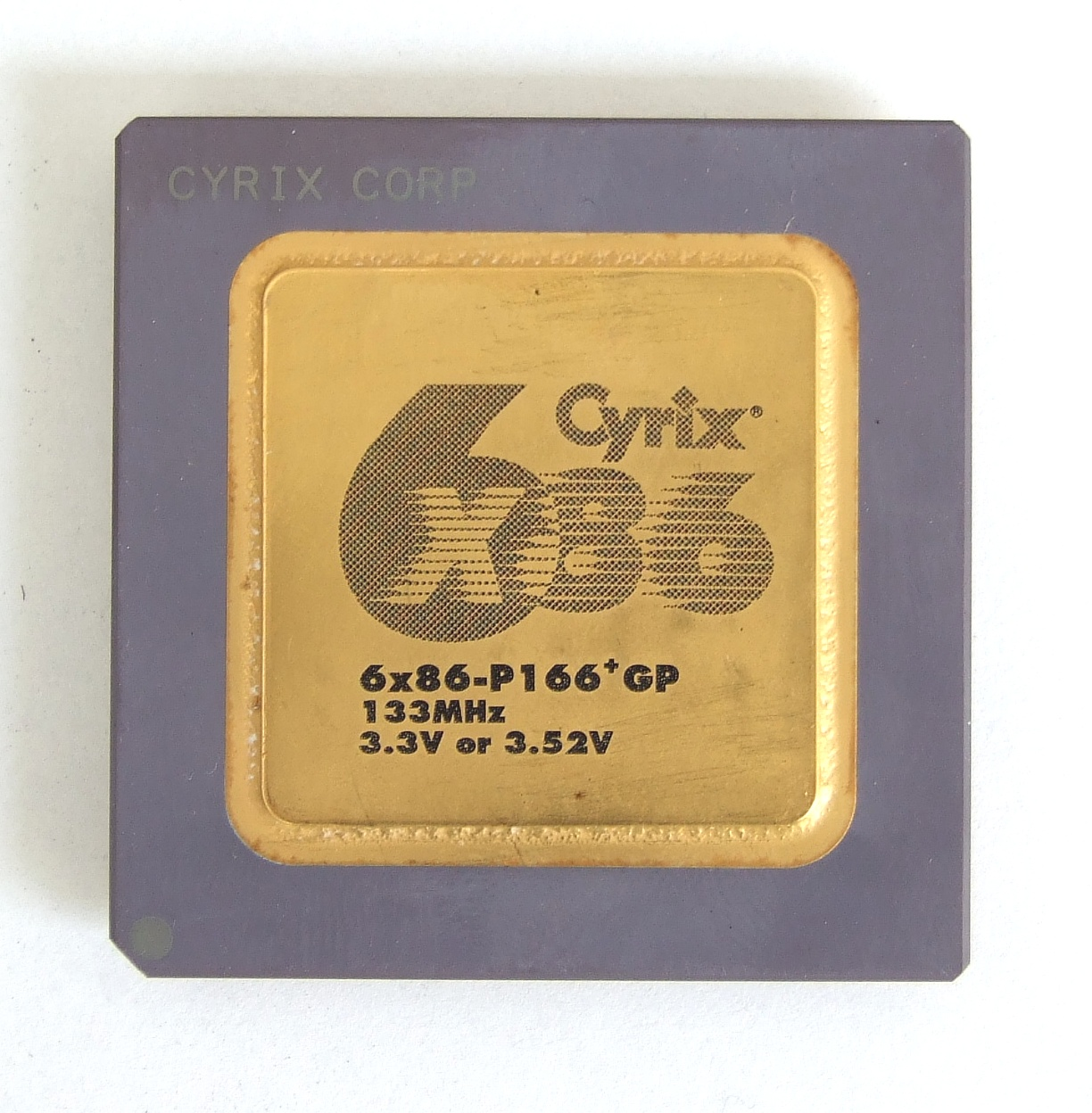
Cyrix 6x86-PR166+GP

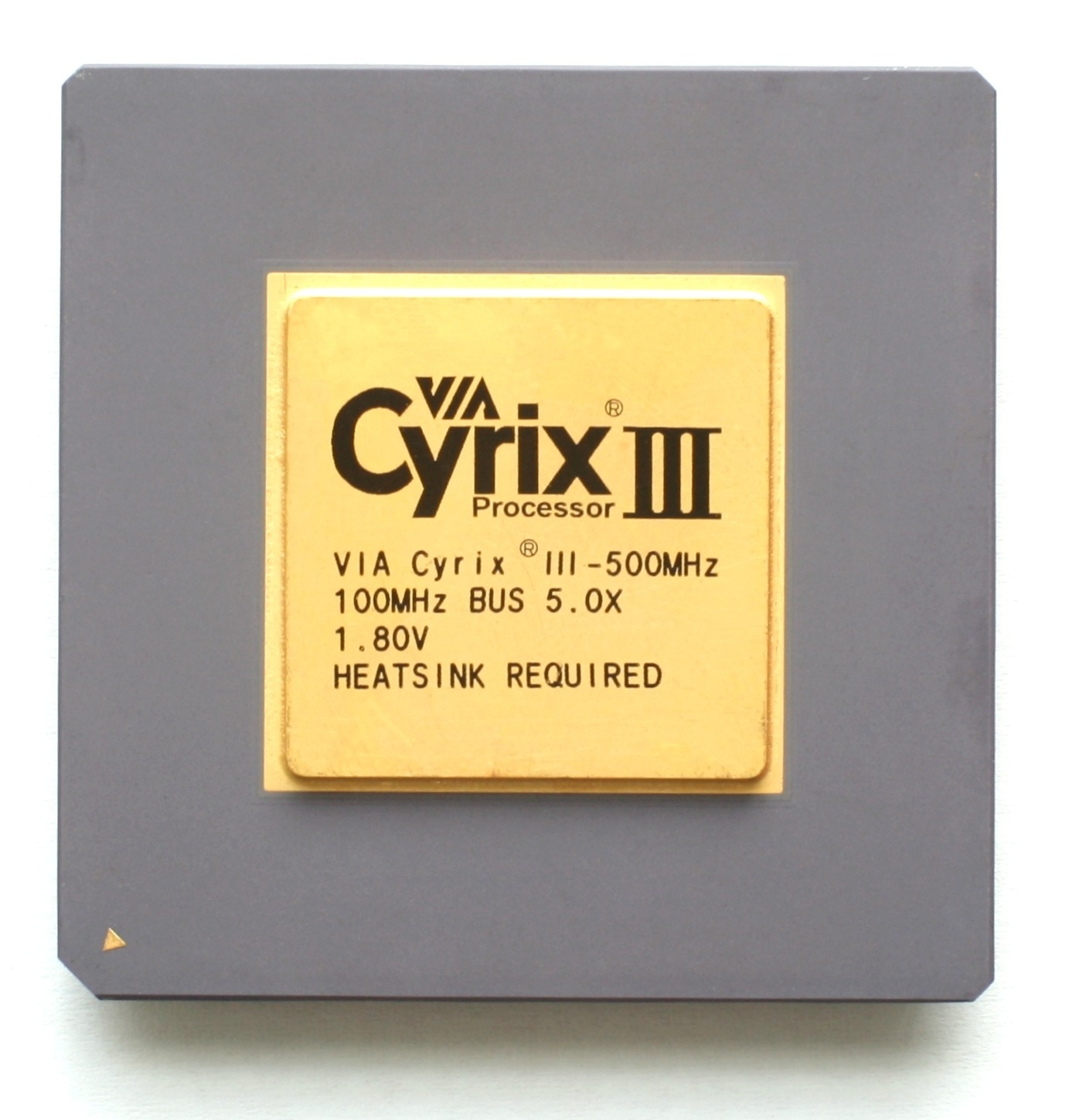
Cyrix III

Die ersten Produkte des Unternehmens waren mathematische Koprozessoren für 8086-Prozessoren. 1992 brachte Cyrix dann mit dem Cx486SLC den ersten eigenen x86-Mikroprozessor auf den Markt. Da Cyrix auf kein Patentaustauschabkommen mit Intel zurückgreifen konnte, wurde er, anders als die Prozessoren von AMD, komplett selbst entwickelt und war nur kompatibel zu den Intel-Prozessoren. Aufgrund der eigenen Architektur kam es häufig zu Problemen mit Mainboards und Anwendungssoftware, was Cyrix einen eher schlechten Ruf einbrachte.
Der Cx486SLC erschien im Juni 1992 und war zusammen mit dem Cx486DLC für 80386-Mainboards gedacht, hatte aber Merkmale der 80486-Generation. So waren mit diesen Prozessoren relativ günstige PC-Systeme möglich, da ältere Komponenten benutzt werden konnten. Trotzdem waren die Verkaufszahlen vor allem wegen der geringeren Leistungsfähigkeit im Vergleich zu Intels i486-Familie eher bescheiden.
Im Mai 1993 brachte Cyrix dann mit dem Cx486S ihren ersten Prozessor für 80486-Mainboards auf den Markt. Dieser entsprach dem i486SX, hatte also keinen mathematischen Co-Prozessor. Dies kam überraschend, da Cyrix bis dahin vor allem mathematische Co-Prozessoren gebaut hatte, die sich vor allem auf Grund der sehr hohen Leistungsfähigkeit – der Cyrix 387DX war bis zu zehnmal schneller als der Intel 387 – bei voller Kompatibilität gut verkauften. Im Verlauf des Jahres 1993 komplettierte Cyrix das Angebot an 80486-Prozessoren mit dem Cx486DX und dem Cx486DX2, die den jeweiligen Intel-Pendants (i486DX und i486DX2) weitestgehend entsprachen. Allerdings liefen die Cyrix-Prozessoren mit höheren Taktraten und wurden billiger verkauft.
Auch die Hybrid-Prozessoren Cx486SLC und DLC bekamen im September noch Nachfolger in Form des Cx486SRx² und des Cx486DRx². Beide Prozessoren entsprachen weitestgehend ihren Vorgängern, hatten aber wie der Cyrix Cx486DX2 eine interne Taktverdoppelung, wodurch sie bei gleichem Mainboardtakt schneller arbeiteten.
1995 kam dann mit dem Cyrix Cx486DX4 ein weiteres Modell der Cx486-Familie und mit dem Cyrix 5x86 eine neue CPU auf den Markt. Der Cyrix 5x86 (Codename M1sc) war wieder eine Hybrid-CPU, diesmal für 80486-Mainboards, basierte aber bereits auf dem fortschrittlichen Design des Cyrix 6x86. Es erschienen mit ihm viele Upgrade-Kits von Drittfirmen wie Evergreen Tech.
Der Cyrix 6x86 (Codename M1) hingegen war für den Sockel 5 entwickelt worden und so Pin-kompatibel zum Intel Pentium. Zu beachten ist, dass bei gleicher Taktfrequenz die Integer-Leistung des 6x86 etwa 30 % bis 35 % höher als die des Pentium war. Deswegen wurde das sogenannte P-Rating (PR) eingeführt, damit die CPUs vergleichbar waren.
Als Reaktion auf den Intel Pentium MMX, den Intel Pentium II und den AMD K6 (alle mit dem erweiterten Befehlssatz Multi Media Extension) stellte Cyrix am 30. Mai 1997 den Cyrix 6x86MX (M2) vor. Diese CPU basierte zum großen Teil auf dem alten Cyrix 6x86, wurde aber mit einem größeren L1-Cache, einer verbesserten Sprungvorhersage und mit MMX-kompatiblen Befehlen (EMMI) ausgestattet.
Die CPU brachte eine bessere Integer-Rechenleistung und wieder bei gleicher Taktfrequenz eine höhere Leistung als die Konkurrenzprodukte. Aus diesem Grund wurde auch hier ein P-Rating benutzt. Eine weitere Änderung gegenüber dem 6x86 war die Verwendung von mehr Multiplikatoren: x2,5 wurde möglich und damit eine wesentlich größere Palette an Taktfrequenzen.
Cyrix machte seit Jahren Verluste, der Kampf mit Intel und AMD kostete viel Geld, und letztlich hatte auch der AMD K6 viele Käufer gewinnen können, was die Verkaufszahlen des 6x86MX drückte. Im November 1997 wurde die Übernahme durch National Semiconductor bekannt gegeben.
Am 15. April 1998 benannte Cyrix den 6x86MX in Cyrix MII um. Die ersten MII waren der MII-300 und der MII-333. Die ein Jahr alte Architektur konnte gegen den AMD K6-2 und den Intel Pentium II – vor allem auch wegen der niedrigen Taktraten – nicht bestehen.
Cyrix fiel zurück, die Verkäufe sackten ab. National Semiconductor, mehr an System-on-a-Chips (SoC) in Form der MediaGX-Prozessoren als an Desktop-CPUs interessiert, verkaufte Cyrix Mitte 1999 an VIA Technologies aus Taiwan. Als erste Maßnahme gab VIA die Produktion der MII-CPUs an TSMC. Dank eines Die-Shrinks auf 0,18 µm konnten die Taktraten leicht gesteigert werden, und es wurde noch der MII-366, MII-400 und MII-433 auf den Markt gebracht.
Anfang 2000 stellte VIA letztmals eine neue CPU mit dem Namen Cyrix vor, VIA Cyrix III. Die erste Generation basierte noch auf Cyrix-Entwicklungen, die zweite war hingegen von Centaur Technology als Samuel entwickelt worden.

## Nachlass
Die CPU-Technik von Cyrix wurde später nur noch in den Geode-CPUs von National Semiconductor verwendet. Die Geode SoCs basierten auf dem Design des Cyrix MediaGX und wurden von National Semiconductor leicht verbessert. Die SoC-Sparte wurde im Jahr 2003 durch AMD übernommen. AMD bot das gleiche Produkt unter dem Namen Geode GX an. 2005 wurde mit dem Geode LX eine weiter verbesserte Version des Cyrix MediaGX veröffentlicht. Der ebenfalls von AMD angebotene Geode NX basierte aber vollständig auf der Architektur des AMD Athlon XP.
Am 24. Oktober 2005 hat AMD die x86-Technik von Cyrix an das chinesische Ministerium für Wissenschaft und Technik (Chinese Ministry of Science and Technology – MOST) und an die Universität Peking für die Entwicklung von embedded und low-power x86-Komponenten lizenziert.
Heute wird die Cyrix-Technologie von ihren gegenwärtigen Inhabern nicht mehr aktiv als Marke beworben.

## Prozessoren

### Mathematische Koprozessoren

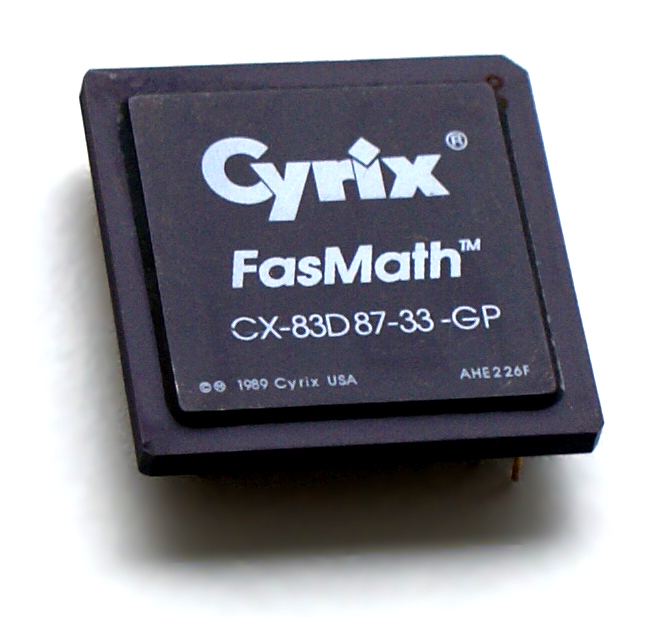
Mathematischer Koprozessor CX-83D87-GP, entwickelt 1989

Cyrix 287
- Cyrix 287XL(+)
- Cyrix CX-82S87

Cyrix 387
- Cyrix CX-EMC87 oder AutoMATH
- Cyrix Cx87DLC
- Cyrix 387DX
- Cyrix 387SX
- Cyrix 387SL

FasMath
- CyrixCX-83D87
- CyrixCX-83S87
- Cyrix 387DX+

### Hauptprozessoren
80486 (Cyrix Cx486-Familie)
- Cx486SLC, Cx486SRx²
- Cx486DLC, Cx486DRx²
- Cx486S
- Cx486DX, Cx486DX2, Cx486DX4

5. Generation
- Cyrix 5x86
- Cyrix 6x86
- Cyrix MediaGX SoC

6. Generation
- Cyrix 6x86MX, Cyrix MII
- VIA Cyrix III
- Cyrix MediaGX SoC